# La Chambre des suicidés
Pour plus de détails, voir Fiche technique et Distribution.
La Chambre des suicidés (Sala samobójców) est un drame polonais écrit et réalisé par Jan Komasa et sorti en 2011.

## Synopsis
Dominik (Gierszał), jeune garçon solitaire, désœuvré et dépressif, fils du ministre Santorski (Pieczyński), commence à être victime de harcèlement scolaire sur Internet à cause de son homosexualité. Il ne trouve de l'aide que dans un salon de discussion dédié au suicide dans un jeu vidéo et en parlant à Sylwia, une jeune fille suicidaire, par webcam. Il finit par tomber amoureux d'elle. Elle lui demande des médicaments pour mourir et il finit par accepter et fait croire au psychiatre que ses parents ont contacté qu'il a besoin de médicaments. Un soir, Dominik sort de chez lui et part en boîte pour retrouver Sylwia et lui donner les médicaments.

## Fiche technique
- Titre original : Sala samobójców
- Titre français : La Chambre des suicidés
- Réalisation : Jan Komasa
- Scénario : Jan Komasa
- Musique : Michał Jacaszek
- Direction artistique : Katarzyna Filimoniuk
- Costumes : Dorota Roqueplo
- Photographie : Radosław Ładczuk
- Montage : Bartosz Pietras
- Animation : Maciej Sznabel
- Production : Jerzy Kapuściński, Wojciech Kabarowski et Dominika Kowarska
- Société de production : Studio Filmowe Kadr
- Société de distribution : ITI Cinema (Pologne)
- Pays d’origine :  Pologne
- Langue originale : polonais
- Format : couleurs - 35 mm - 2.35:1 - Son Dolby numérique
- Genre : drame
- Durée : 104 minutes
- Dates de sortie :
  - Allemagne : 12 février 2011 (Berlinale)
  - Pologne : 4 mars 2011

## Distribution
- Jakub Gierszał : Dominik Santorski
- Roma Gąsiorowska : Sylwia
- Agata Kulesza : Beata Santorska
- Krzysztof Pieczyński : Andrzej Santorski
- Bartosz Gelner : Aleksander
- Kinga Preis : la psychiatre

## Accueil

### Accueil critique
Concernant la réception de ce film, les avis ont été mitigés en France, mais ont fait presque l'unanimité en Pologne. Les critiques lui reprochent surtout une tendance aux clichés et une volonté moralisatrice.

## Distinctions

### Récompenses
- 2011 : prix spécial du meilleur réalisateur et du meilleur directeur de la photographie à Camerimage ;
- 2011 : grand Prix du Festival du nouveau cinéma est-européen de Cottbus ;
- 2011 : Reflet d’Or (section Perspectives) au Festival Cinéma tout-écran de  Genève
- 2011 : Grand prix spécial du jury (meilleur film) au Festival international du film Molodist de Kiev ;
- 2011 : Lion d'Argent au festival du film polonais de Gdynia ;
- 2011 : Cheval de Bronze au festival international du film de Stockholm

### Nominations
- 8 nominations[Lesquelles ?]